# Цареборисовская волость (Изюмский уезд)
Цареборисовская во́лость — историческая административно-территориальная единица Изюмского уезда Харьковской губернии с волостным правлением в слободе Цареборисовке.
По состоянию на 1885 год состояла из 23 поселений, 12 сельских общин. Население — 7588 человек (3852 человека мужского пола и 3736 — женского), 1224 дворовых хозяйства.
|                       | Площадь | В т.ч. пахотной |
| --------------------- | ------- | --------------- |
| Сельских общин        | 11271   | 6739            |
| Частной собственности | 8712    | 4116            |
| Другой собственности  | 164     | 146             |
| В целом               | 20147   | 11001           |

Основные поселения волости:
- Цареборисовка - бывшая государственная слобода при реке Оскол в 12 верстах от уездного города. В слободе волостное правление, 616 дворов, 3450 жителей, 2 православных церкви, школа, почтовая станция, 3 лавки, базар (по воскресеньям). В 10 верстах - паровая мельница. В 7 верстах - винокуренный завод.[1]
- Капитольск (Капитольское) - бывшее владельческое село. В селе 59 дворов, 332 жителя, православная церковь, кирпичный завод.[1]
- Комаровка - бывшая владельческая слобода при реке Оскол. В слободе 86 дворов, 551 житель, православная церковь.[1]

Храмы волости:
- Варваровская церковь в селе Капитольское.[2]
- Успенская церковь в селе Комаровке.[2]
- Николаевская церковь в слободе Цареборисовке.[2]
- Рождество-Богородичная церковь в слободе Цареборисовке.[2]